# Gianluca Naso
Gianluca Naso (n. 6 de enero de 1987) es un tenista profesional italiano.Su ranking más alto a nivel individual fue el puesto N.º 175, alcanzado el 16 de julio de 2012. A nivel de dobles alcanzó el puesto N.º 189 el 22 de octubre de 2012.
Ha ganado hasta el momento un título de la categoría ATP Challenger Series y otros tres en la modalidad de dobles.

## Carrera

### 2008
En este año ganó sus primeros torneos challenger. En el mes de septiembre se presenta a disputar el Challenger de Génova disputado en Italia. Juega en la modalidad de dobles junto a su compatriota  Walter Trusendi. Llegan a la final, en donde se enfrentan a la pareja conformada por Stefano Galvani de Italia y Domenico Vicini de San Marino triunfando en la misma por 6–2, 7–6(2). También en este mismo torneo pero en la modalidad de individuales, disputó la final ante Fabio Fognini, pero en esta ocasión cayó derrotado por 4-6, 3-6.
Dos semanas más tarde y también en Italia, y también junto a Walter Trusendi, obtiene su segundo torneo de esta categoría. Ganó el Challenger de Todi derrotando en la final a la pareja italiana Alberto Brizzi y  Alessandro Motti por 4–6, 7–6(7–3), [10–4] en la final.

### 2012
En este año ganó su tercer challenger en la ciudad italiana de San Benedetto del Tronto, disputando el Carisap Tennis Cup. Esta vez fue como individualista, derrotando en la final al austíaco Andreas Haider-Maurer por 6–4, 7–5. También en este mismo torneo disputó la final de dobles, junto a su compatriota Stefano Ianni cayeron derrotados ante la pareja australiana formada por Brydan Klein y Dane Propoggia por 6–3, 4–6, [10–12].
Este año fue el mejor de su carrera, tanto en títulos como también por haber alcanzado su mejor posición del ranking ATP en toda su carrera, tanto en individuales como en dobles.

## Títulos; 4 (1 + 3)
| Leyenda                        | Individuales | Dobles |
| ------------------------------ | ------------ | ------ |
| Grand Slam (tenis)\|Grand Slam | 0            | 0      |
| ATP World Tour Finals          | 0            | 0      |
| ATP World Tour Masters 1000    | 0            | 0      |
| ATP World Tour 500 Series      | 0            | 0      |
| ATP World Tour 250 Series      | 0            | 0      |
| ATP Challenger Series          | 1            | 3      |

### Individuales
| No. | Fecha      | Torneo                             | Superficie    | Rival en la final     | Resultado |
| --- | ---------- | ---------------------------------- | ------------- | --------------------- | --------- |
| 1.  | 15.07.2012 | Challenger de San Benedetto Italia | Tierra batida | Andreas Haider-Maurer | 6–4, 7–5  |

### Dobles
| No. | Fecha      | Torneo                         | Superficie    | Pareja               | Rival en la final                 | Resultado |
| --- | ---------- | ------------------------------ | ------------- | -------------------- | --------------------------------- | --------- |
| 1.  | 07.09.2008 | Challenger de Génova Italia    | Tierra batida | Walter Trusendi      | Stefano Galvani Domenico Vicini   | 6-2, 7-62 |
| 2.  | 21.08.2008 | Challenger de Todi Italia      | Tierra batida | Walter Trusendi      | Miguel Ángel López Jaén Pere Riba | 4–6, 4–6  |
| 3.  | 13.09.2013 | Challenger de Meknes Marruecos | Tierra batida | Alessandro Giannessi | Gerard Granollers Jordi Samper    | 7-5, 7-63 |